# Dryopsophus andiirrmalin
Espèce
Synonymes
- Litoria andiirrmalin McDonald, 1997

Statut de conservation UICN

 VU D2 : Vulnérable
Dryopsophus andiirrmalin est une espèce d'amphibiens de la famille des Pelodryadidae.

## Répartition
Cette espèce est endémique du Nord du Queensland en Australie. Elle se rencontre dans le Parc national du Cap-Melville dans quatre cours d'eau au-dessus de 60 m d'altitude sur le versant Est de la chaîne Melville ce qui représente 5 700 km2.

## Description
Les mâles mesurent de 66,1 à 75,6 mm et les femelles de 92,3 à 109,7 mm.

## Étymologie
Son nom d'espèce andiirrmalin signifie grenouille en Gambiilmugu.

## Publication originale
- Keith R. McDonald, « A new stream-dwelling Litoria from the Melville Range, Queensland, Australia. », Memoirs of the Queensland Museum, Brisbane, Queensland Museum (d), vol. 42, no 1,‎ 1997, p. 307-309 [307] (ISSN 0079-8835 et 2204-1478, OCLC 1362342, 985513980 et 606437228, lire en ligne).